# Alfredo Cunha
Alfredo de Almeida Coelho da Cunha ComIH (Celorico da Beira, 8 de outubro de 1953) é um fotógrafo português. É um dos mais conceituados fotojornalistas portugueses.

## Carreira
A sua carreira profissional principiou em 1970, ligada inicialmente à publicidade e fotografia comercial. Foi colaborador do jornal Notícias da Amadora (1971), integrando depois os quadros do jornal O Século e da sua revista O Século Ilustrado, de Lisboa, em 1972. Destacou-se como fotógrafo da revolução de 25 de Abril de 1974, captando algumas das imagens mais memoráveis do acontecimento. Também documentaria imagens da Descolonização, com a chegada dos "retornados" a Lisboa, em 1975. Trabalhou depois para a Agência Noticiosa Portuguesa (ANOP), a partir de 1977, a Notícias de Portugal, a partir de 1982, e para a Agência LUSA, resultante da fusão das anteriores, desde 1987. Foi também o fotógrafo oficial do Presidente da República, general António Ramalho Eanes, de 1976 a 1978, como seria depois do seu sucessor, Mário Soares, de 1986 a 1996.
Trabalhou também como editor de fotografia no diário Público, de Lisboa, de 1990 a 1997, e do Grupo Edipresse, a partir de 1997. Foi depois editor do Jornal de Notícias, do Porto, de 2003 a 2012, e director de fotografia da Global Imagens. Passou a ser freelancer em 2012. Durante a sua carreira, documentou acontecimentos internacionais como a queda do regime comunista na Roménia, em 1989, e a Guerra do Iraque, em 2003.
A 13 de fevereiro de 1996, foi agraciado com o grau de Comendador da Ordem do Infante D. Henrique.
A maior exposição da sua obra foi realizada com o título de Tempo Depois do Tempo. Fotografias de Alfredo Cunha, 1970-2017, reunindo 480 fotografias de toda a sua carreira na Galeria Municipal da Cordoaria Nacional de Lisboa, em Março-Abril de 2017.. Está representado no Centro Português de Fotografia do Porto e no Arquivo Fotográfico Municipal de Lisboa, com 500 fotografias em papel e mais de 5000 digitalizadas, todas a preto e branco. Por opção pessoal, cultivou sempre a fotografia a preto e branco, em detrimento da fotografia a cores.

## Obras
Autor e ilustrador de vários livros, dos quais se destacam:
- Raízes da Nossa Força (1972), textos de Maria Helena Augusto das Neves Gorjão;
- Vidas Alheias (1974);
- Disparos (1976), com poemas de Manuel Alegre;
- Sá Carneiro (1981, fotobiografia);
- Grandes Museus de Portugal (1992), coordenação de Jorge Cabello;
- Naquele Tempo (1995);
- O Melhor Café (1996, texto de Pedro Rosa Mendes);
- Porto de Mar (1997);
- A Norte (1998);
- O Dia 25 de Abril de 1974: 76 Fotografias e Um Retrato (1999), com texto de Adelino Gomes;
- A Cidade das Pontes (2001), texto de David Pontes;
- Cuidado com as Crianças (2003);
- O Homem na Catedral (2003), de Eduardo Melo Peixoto;
- A Cortina dos Dias (2012);
- Os Rapazes dos Tanques (2014), texto de Adelino Gomes;
- Toda a Esperança do Mundo (2015);
- Felicidade (2016);
- Fátima - Enquanto Houver Portugueses (2017);
- Mário Soares (2017, fotobiografia);
- Retratos, 1970-2018 (2018), antologia;
- 25 de Abril, 45 Anos (2019);
- 25 de Abril de 1974, Quinta-feira - com ilustrações de Vhils (2023)

## Prémios e distinções
- Prémio Pereira da Rosa e Benoliel (1973)
- Grau de Comendador da Ordem do Infante D. Henrique, em 13 de fevereiro de 1996[3]
- Prémio Fujifilm
- Prémio Fotojornalismo Visão/BES (2007, 2008)